# Protorhopala picta
Protorhopala picta är en skalbaggsart som först beskrevs av Leon Fairmaire 1899.  Protorhopala picta ingår i släktet Protorhopala och familjen långhorningar.
Artens utbredningsområde är Madagaskar. Inga underarter finns listade i Catalogue of Life.